# Jule Styne
Jule Styne, właśc. Julius Kerwin Styne (ur. 31 grudnia 1905 w Londynie, zm. 20 września 1994 w Nowym Jorku) – amerykański kompozytor muzyki rozrywkowej.
W wieku 28 lat założył własny zespół jazzowy. W Hollywood komponował muzykę filmową, musicale w stylu Cole'a Portera, aranżował.

## Wybrane kompozycje filmowe
- Saturday Night (1944)
- It's Magic (1947)
- Diamond's Are a Girl's Best Friend (1949)
- Three Coins in the Fountain (1954)
- The Party's Over (1956)
- People (1964)

## Wybrane musicale
- Gentlemen Prefer Blondes (1949)
- Gypsy (1959)
- Funny Girl (1964)
- Hallelujah, Baby! (1967)
- Sugar (1972)